# Rhynchopyga castra
Rhynchopyga castra är en fjärilsart som beskrevs av D.Jones 1912. Rhynchopyga castra ingår i släktet Rhynchopyga och familjen björnspinnare. Inga underarter finns listade.